# Колекастино I (Терамо)
Колекастино I (итал. Collecastino I) је насеље у Италији у округу Терамо, региону Абруцо.
Према процени из 2011. у насељу је живело 56 становника. Насеље се налази на надморској висини од 420 м.